# Flickingeria angulata
Flickingeria angulata là một loài thực vật có hoa trong họ Lan. Loài này được (Blume) A.D.Hawkes mô tả khoa học đầu tiên năm 1965.